# Athyrium elongatum
Athyrium elongatum är en majbräkenväxtart som beskrevs av Ren-Chang Ching. Athyrium elongatum ingår i släktet Athyrium och familjen Athyriaceae. Inga underarter finns listade.